# ニチコン

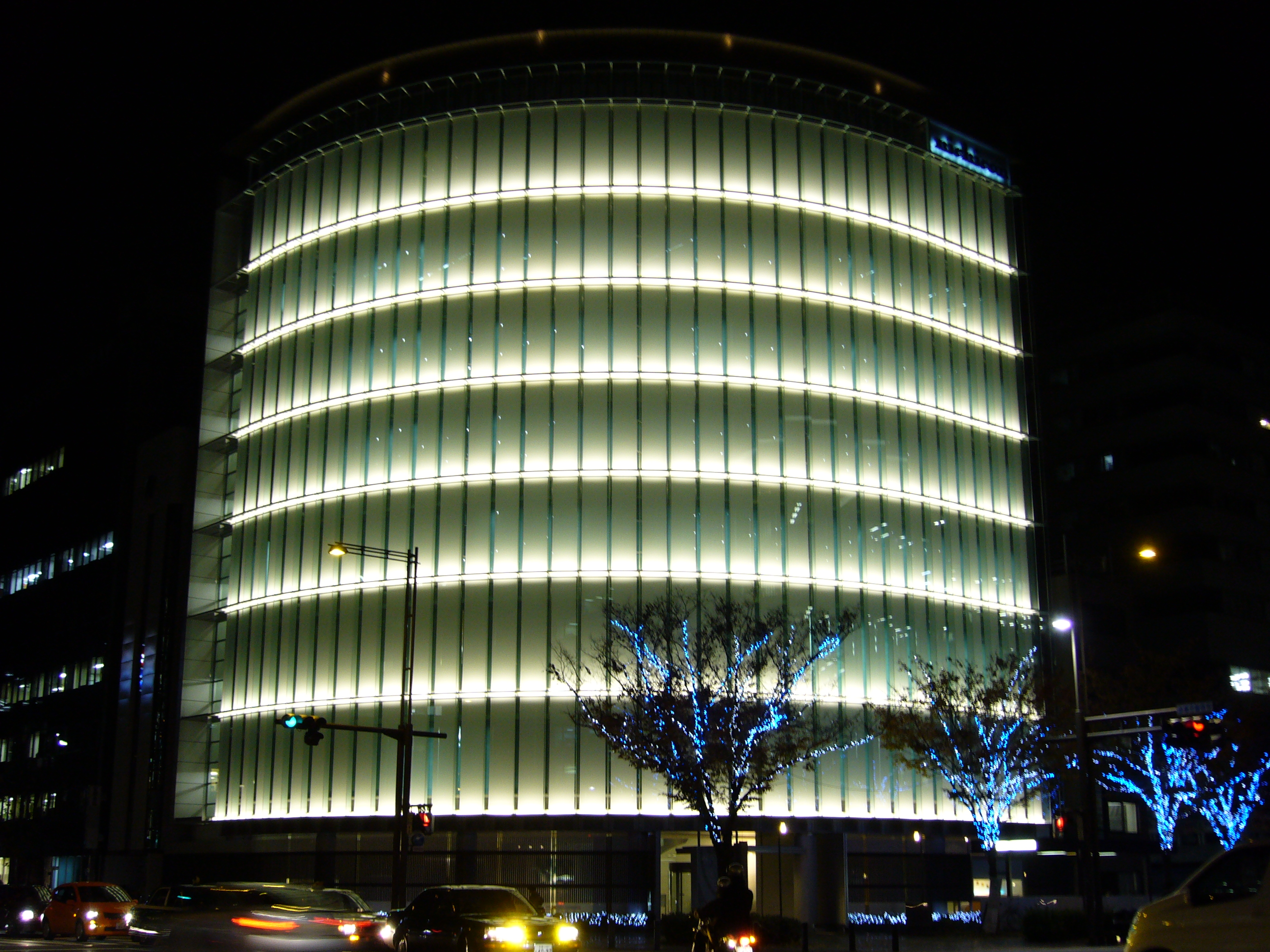
ニチコン本社ビル（烏丸御池交差点）

ニチコン株式会社（英: Nichicon Corporation）は、京都府京都市中京区に本社を置くコンデンサなどの開発、製造、販売をおこなう企業である。グループの工場は京都府亀岡市・長野県大町市・福井県大野市・滋賀県草津市などにある。

## 営業品目
- コンデンサ
  - アルミ電解コンデンサ
  - フィルムコンデンサ
  - 電気二重層コンデンサ
- スイッチング電源
- ハイブリッドIC
- サーミスタ
- コンデンサ応用装置
- 小型リチウムイオン二次電池 (チタン酸リチウム二次電池)

## 沿革
| 年   | 年   | 年   | 月 | 事柄 |
| 西暦 | 和暦 | 和暦 | 月 | 事柄 |
| 西暦 | 元号 | ~    | 月 | 事柄 |
| ---- | ---- | ---- | -- | --- |
| 1950 | 昭和 | 25   | 8  | 資本金3,000千円をもって株式会社関西二井製作所を設立し、本社を大阪市に設置 |
| 1951 | 昭和 | 26   | 12 | 本社を京都市に移転 |
| 1956 | 昭和 | 31   | 7  | 京都工場を新設し、アルミニウム電解コンデンサの製造を開始 |
| 1957 | 昭和 | 32   | 4  | 営業部門を分離し、関西二井販売株式会社を設立 |
| 1960 | 昭和 | 35   | 10 | 京都府亀岡市に亀岡工場を新設操業開始 |
| 1961 | 昭和 | 36   | 4  | 商号を日本コンデンサ工業株式会社に変更（同時に関係会社である関西二井販売もニチコン販売株式会社に商号変更） |
| 1961 | 昭和 | 36   | 4  | 長野県諏訪市に諏訪工場を開設操業開始 |
| 1961 | 昭和 | 36   | 6  | 滋賀県草津市に草津新工場を新設操業開始 |
| 1961 | 昭和 | 36   | 10 | 東京・大阪証券取引所市場第二部及び京都証券取引所に株式を上場 |
| 1962 | 昭和 | 37   | 4  | 本社を京都市中京区に移転 |
| 1962 | 昭和 | 37   | 6  | 長野県南安曇郡（現・安曇野市）豊科町に長野工場（アルミニウム電解コンデンサ総合工場）を新設操業開始 |
| 1962 | 昭和 | 37   | 9  | 名古屋証券取引所市場第二部に株式を上場 |
| 1966 | 昭和 | 41   | 7  | 正特性サーミスタ「ポジアール®」の生産を開始。 |
| 1966 | 昭和 | 41   | 8  | 東京・大阪・名古屋証券取引所において市場第一部へ指定替え |
| 1967 | 昭和 | 42   | 8  | 各種ハイブリッドICの生産を開始。 |
| 1968 | 昭和 | 43   | 10 | 福井県遠敷郡上中町（現・三方上中郡若狭町）にワカサ電機株式会社（現・ニチコンワカサ。連結子会社）を設立 |
| 1969 | 昭和 | 44   | 7  | 福井県大野市に大野工場を新設操業開始 |
| 1969 | 昭和 | 44   | 8  | 岩手県紫波郡紫波町に岩手工場（アルミニウム電解コンデンサ工場）を新設し、操業開始 |
| 1969 | 昭和 | 44   | 8  | 台湾に現地資本との合弁会社タイワン キャパシタ リミテッド（現・タイコン コーポレーション）を設立 |
| 1969 | 昭和 | 44   | 11 | アルミニウム電解コンデンサ用の電解箔製造のため、長野県南安曇郡穂高町（現・安曇野市穂高）に穂高工場を設立。 |
| 1970 | 昭和 | 45   | 9  | 米国スプラーグ エレクトリック カンパニーとの共同出資により滋賀県高島郡（現・高島市）安曇川町にニチコンスプラーグ株式会社を設立（後のニチコンタンタル。現在はグループを離脱し、現・AVXタンタルアジア株式会社）                                                              |
| 1970 | 昭和 | 45   | 9  | 米国シカゴに現地法人ニチコン（アメリカ）コーポレーションを設立（現・連結子会社） |
| 1972 | 昭和 | 47   | 5  | 香港に現地法人ニチコン（香港）リミテッドを設立（現・連結子会社） |
| 1973 | 昭和 | 48   | 12 | 大韓民国に現地資本との合弁会社三和電機株式会社を設立（現・持分法適用関連会社） |
| 1978 | 昭和 | 53   | 9  | シンガポールにニチコン（シンガポール）プライベート リミテッドを設立（現・連結子会社） |
| 1981 | 昭和 | 56   | 2  | 岩手県岩手郡岩手町にニチコン岩手株式会社を設立（現・連結子会社） |
| 1986 | 昭和 | 61   | 10 | 長野県諏訪市に諏訪工場を新設操業開始 |
| 1987 | 昭和 | 62   | 10 | 国内販売会社であるニチコン販売を吸収合併、同時に商号をニチコン株式会社（英文名NICHICON CORPORATION）に変更 |
| 1990 | 平成 | 2    | 1  | 英国ロンドンに現地法人ニチコン（ヨーロッパ）リミテッドを設立（2006年3月清算） |
| 1990 | 平成 | 2    | 3  | マレーシアにニチコン（マレーシア）センディリアン バハッドを設立（現・連結子会社） |
| 1999 | 平成 | 11   | 7  | 長野県大町市に大町工場を、福井県大野市に富田工場を新設操業開始 |
| 2000 | 平成 | 12   | 2  | 福井県大野市にニチコン福井株式会社を設立 |
| 2000 | 平成 | 12   | 3  | 台湾に現地法人ニチコン（タイワン）カンパニー リミテッドを設立（現・連結子会社） |
| 2000 | 平成 | 12   | 4  | 滋賀県草津市にニチコン滋賀株式会社を設立 |
| 2001 | 平成 | 13   | 2  | タイに現地法人ニチコン（タイランド）カンパニー リミテッドを設立（現・連結子会社） |
| 2001 | 平成 | 13   | 6  | 中国上海に駐在員事務所を開設。 |
| 2001 | 平成 | 13   | 12 | オーストリアに現地法人ニチコン（オーストリア）ゲー・エム・ベー・ハーを設立（現・連結子会社） |
| 2001 | 平成 | 13   | 12 | 中国無錫市にニチコン エレクトロニクス（無錫）カンパニー リミテッドを設立（現・連結子会社） |
| 2002 | 平成 | 14   | 6  | 中国上海市に現地法人ニチコン エレクトロニクス トレーディング（上海）カンパニーリミテッドを設立（現・連結子会社） |
| 2002 | 平成 | 14   | 12 | 事業再構築により、ワカサ電機株式会社（現・ニチコンワカサ）上中工場を閉鎖し、小浜工場（福井県小浜市）に集約。 中国に駐在員事務所（現尼吉康電子貿易有限公司）を開設。 |
| 2003 | 平成 | 15   | 4  | 亀岡工場（京都府亀岡市）を分社化し、ニチコン亀岡株式会社を設立（現・連結子会社）。 中国大連に販売会社尼吉康電子貿易（上海）有限公司の駐在員事務所を開設。 子会社である朝日電機工業をニチコン朝日株式会社、ワカサ電機をニチコンワカサ株式会社にそれぞれ社名変更             |
| 2003 | 平成 | 15   | 10 | 草津工場（滋賀県草津市）を分社化し、ニチコン草津株式会社を設立（現・連結子会社） |
| 2003 | 平成 | 15   | 10 | 事業再構築により諏訪工場（長野県諏訪市）を閉鎖 |
| 2004 | 平成 | 16   | 3  | 中国天津市の松下電子部品タンタル電解コンデンサ事業買収基本合意 |
| 2004 | 平成 | 16   | 10 | 中国天津市のニチコン エレクトロニクス（天津）カンパニー リミテッドでタンタル電解コンデンサの生産を開始 |
| 2004 | 平成 | 16   | 12 | 京都市中京区に本社新社屋を建設 |
| 2005 | 平成 | 17   | 4  | 大野工場（福井県大野市）を分社化し、ニチコン大野株式会社を設立（現・連結子会社） |
| 2008 | 平成 | 20   | 8  | ニチコンタンタル株式会社がニチコン滋賀株式会社を吸収合併 |
| 2008 | 平成 | 20   | 8  | ニチコン（香港）リミテッドの子会社として深圳市に「尼吉康電子貿易（深圳）有限公司」を設立 |
| 2009 | 平成 | 21   | 1  | ニチコン岩手がニチコン朝日を吸収合併 |
| 2009 | 平成 | 21   | 4  | 富士通メディアデバイス株式会社（神奈川県横浜市）のキャパシタ事業を買収。 中国蘇州市の富士通多媒体部品（蘇州）有限公司がニチコン100%出資子会社となり、社名を「FPCAP ELECTRONICS (SUZHOU) CO., LTD.」に社名変更。導電性高分子アルミ固体電解コンデンサを生産（2016年5月清算） |
| 2009 | 平成 | 21   | 7  | 中国無錫市に無錫ニチコン エレクトロニクス R&Dセンター カンパニー リミテッドを設立（現・連結子会社） |
| 2011 | 平成 | 23   | 2  | 中国宿遷市にニチコン エレクトロニクス（宿遷）カンパニー リミテッドを設立（現・連結子会社） |
| 2011 | 平成 | 23   | 3  | 名古屋証券取引所上場廃止 |
| 2012 | 平成 | 24   | 2  | ニチコン大野株式会社がニチコン福井株式会社を吸収合併（ニチコン大野第二工場となる） |
| 2012 | 平成 | 24   | 10 | 大町工場、富田工場および穂高工場（長野県安曇野市）を分社化し、ニチコン製箔株式会社を設立（現・連結子会社）。 長野工場を分社化し、ニチコン長野株式会社を設立（2013年8月清算し、長野工場はニチコン大野第三工場となる）                                                       |
| 2013 | 平成 | 25   | 2  | タンタル固体電解コンデンサ事業を京セラ傘下の米AVX Corporation.に譲渡。 ニチコンタンタル及びニチコン エレクトロニクス（天津）カンパニー リミテッドが連結から除外される。 |
| 2015 | 平成 | 27   | 6  | 新設完全子会社の株式会社ユタカ電機製作所が、従前の株式会社ユタカ電機製作所の全事業を譲受。 |
| 2016 | 平成 | 28   | 10 | 東京大学生産技術研究所と連携研究協力協定締結。 |
| 2017 | 平成 | 29   | 7  | Qualcomm IncorporatedとのEV向けワイヤレス充電システムについてのライセンス契約締結。 |
| 2019 | 平成 | 31   | 10 | 世界初フィルム型ペロブスカイト太陽電池による自立電源型IoT環境センサーシステムを開発。 |
| 2024 | 令和 | 5    | 3  | 滋賀県高島市安曇川町の京セラAVXコンポーネンツ安曇川株式会社の事業用不動産を取得。旧ニチコンタンタル（旧ニチコンスプラーグ）の場所である。 |

## 国内拠点
- 販売
  - 東京支店
  - 名古屋支店
  - 西日本支店（京都市）
    - 岩手営業所（岩手郡岩手町）
    - 仙台営業所
    - 郡山営業所
    - 北関東営業所（熊谷市）
    - 岡山営業所
    - 福岡営業所

- 設計
  - 電源センター（東京都港区）
各種電源の設計・開発
ISO 9001認証取得

- 製造子会社
  - ニチコン製箔株式会社
    - 大町工場（長野県大町市）
アルミ電解コンデンサ用電極箔の設計・開発及び製造
ISO 9001、ISO 14001認証取得
    - 富田工場（福井県大野市）
アルミ電解コンデンサ用電極箔の製造
ISO 9001、ISO 14001認証取得

  - ニチコン草津株式会社（滋賀県草津市）
電力・機器用コンデンサ、フィルムコンデンサ、コンデンサ応用関連機器の設計・開発及び製造
ISO 9001、ISO 14001認証取得
  - ニチコン亀岡株式会社（京都府亀岡市）
機能モジュール、正特性サーミスタの設計・開発及び製造
ISO 9001、ISO 14001認証取得
  - ニチコン大野株式会社（福井県大野市）
アルミ電解コンデンサ、導電性高分子アルミ固体電解コンデンサ、電気二重層コンデンサの設計・開発及び製造
ISO 9001、ISO/TS16949、ISO 14001認証取得
  - ニチコン岩手株式会社（岩手郡岩手町）
アルミ電解コンデンサの製造
ISO 9001、ISO/TS16949、ISO 14001認証取得
  - ニチコンワカサ株式会社（福井県小浜市）
各種電源の製造
ISO 9001、ISO 14001認証取得
  - 株式会社酉島電機製作所（滋賀県草津市）
各種変圧器、リアクトルの製造・販売
ISO 9001認証取得
  - 日本リニアックス株式会社（大阪市北区）
圧力センサ、各種計測器の製造・販売
ISO 9001認証取得
  - 株式会社ユタカ電機製作所（東京都品川区）
電源装置の製造・販売
ISO 9001、ISO 14001認証取得

## 海外拠点
- アメリカ
  - NICHICON (AMERICA) CORP.
各種コンデンサおよび回路製品の販売
- ヨーロッパ
  - NICHICON (AUSTRIA) GmbH
各種コンデンサおよび回路製品の販売
    - U.K. OFFICE
- アジア
  - NICHICON (HONG KONG) LTD.
各種コンデンサおよび回路製品の販売
  - NICHICON ELECTRONICS TRADING (SHENZHEN) CO., LTD. (尼吉康電子貿易（深圳）有限公司)
各種コンデンサおよび回路製品の販売に関連するサービス
  - NICHICON ELECTRONICS TRADING (SHANGHAI) CO., LTD. (尼吉康電子貿易（上海）有限公司)
各種コンデンサおよび回路製品の販売
    - DALIAN REPRESENTATIVE OFFICE

  - NICHICON (TAIWAN) CO., LTD.
各種コンデンサおよび回路製品の販売
  - NICHICON (SINGAPORE) PTE. LTD.
各種コンデンサおよび回路製品の販売
  - NICHICON (THAILAND) CO., LTD.
各種コンデンサおよび回路製品の販売
  - NICHICON ELECTRONICS (WUXI) CO., LTD. (尼吉康電子（無錫）有限公司)
アルミ電解コンデンサおよび各種電源の製造・販売
ISO9001、ISO/TS16949、ISO14001認証取得
  - WUXI NICHICON ELECTRONICS R&D CENTER CO., LTD.(無錫尼吉康電子研究開発有限公司)
各種電源の設計・開発
ISO9001認証取得
  - NICHICON ELECTRONICS (SUQIAN) CO., LTD.(尼吉康電子（宿遷）有限公司)
導電性高分子アルミ固体電解コンデンサの製造・販売
ISO9001認証取得
  - NICHICON (MALAYSIA) SDN. BHD.
アルミ電解コンデンサの製造・販売
ISO9001、ISO/TS16949、ISO14001認証取得
  - NICHICON ELECTRONICS (INDIA) PVT. LTD.
各種コンデンサおよび回路製品の販売